# نبرد سورندورف
نبرد سورندورف در طول جنگ هفت‌ساله نبردی در سال ۱۷۵۸ بین نیروهای پادشاهی پروس به رهبری فریدریش دوم در مقابل سپاهیان امپراتوری روسیه بود که در نزدیکی روستایی به همین نام در نوی مارک رخ داد و منجر به پیروزی پروسی‌ها و عقب‌نشینی روس‌ها شد.

## شرح نبرد
فریدریش دوم، پادشاه پروس سال ۱۷۵۸ درگیر کارزاری در اتریش بود که امپراتوری روسیه سپاهیانی به اراضی آن در پروس شرقی فرستاد. روس‌ها به فرماندهی کنت ویلیام فرمور، پوزن را تصرف و غارت کردند. سپس به سمت غرب وارد براندنبورگ شدند و کوسترین را تحت محاصره گرفتند. فریدریش با آگاهی یافتن از اتفاقات، درگیری با اتریشی‌ها را در مرز سیلزی-موراویا موقتاً ترک کرد و به سرعت رو به شمال غربی رفت. او با ۱۵ هزار نیروی آماده‌رزم روز ۲۰ اوت به فرانکورت آن در اودر رسید. بقایای نیرویی که از پیش در تلاش برای متوقف کردن روس‌ها بود به فریدریش پیوست و با هم‌راهی کوسترین شدند. فرمور محاصره ترک کرد و به سمت شمال عقب نشت تا در سورندورف موضع بهتری بگیرد.
در این حال روس‌ها ۴۲٬۰۰۰ نفر و پروسی‌ها ۳۶٬۰۰۰ نفر در مقابل یکدیگر داشتند. فرمور نیروی خود را به سه قسمت کرد و در هر یک آرایش مربعی گرفت. اراضی مردابی بین این قسمت‌ها امکان یاری متقابل را از آن‌ها سلب می‌کرد. فریدریش روز ۲۵ اوت پیش رفت و به آرایش مربعی طرف راست دشمن حمله برد. روس‌ها به سختی پایداری و پیاده‌نظام پروسی را متوقف کردند؛ تا این که سواره‌نظام پروسی به فرماندهی ژنرال فریدریش فون زایدلیتس وارد میدان شد و پس از یک درگیری خون‌بار این آرایش روس‌ها منهدم شد. فریدریش به نیروهایش سازمان دوباره داد و این بار به مربع میانی حمله کرد. این بار هم روس‌ها در مقابله پیاده‌نظام تاب آوردند اما سواره‌نظام تار و مارشان کرد. با فرا رسیدن تاریکی شب نبرد به پایان رسید. در این نبرد پرخسارت پروسی‌ها ۱۳٬۵۰۰ نفر و روس‌ها ۲۱٬۰۰۰ نفر تلفات دادند.
هر دو طرف دیگر نای ادامه نبرد در روزی دیگر را نداشتند. فرمور به آرامی شروع به عقب‌نشینی به سمت شرق کرد. نیروی پوششی پروسی برای مدتی با احتیاط آن‌ها را دنبال می‌کرد. فریدریش پس از این نبرد دوباره متوجه اتریش شد.

## کتابشناسی
- MacDonogh, Giles (1999). Frederick The Great: A Life in Deeds and Letters. St. Martin's Griffin.